# Chad Smith's Bombastic Meatbats
Chad Smith's Bombastic Meatbats es una banda estadounidense de jazz-funk y rock instrumental, formada en Malibú, California, a fines de 2007. Sus miembros fundadores son el baterista Chad Smith (conocido por su trayectoria con Red Hot Chili Peppers), el bajista Kevin Chown, el guitarrista Jeff Kollman, y el tecladista Ed Roth.

## Historia

### Formación de la banda
Los inicios del proyecto de la banda datan de principios del año 2003, cuando Chad Smith, Jeff Kollman y Ed Roth fueron invitados por Glenn Hughes para colaborar en la grabación de su disco Songs in the Key of Rock. Unos años más tarde, cuando Chad Smith finalizó la gira mundial del disco Stadium Arcadium con su banda, Red Hot Chili Peppers, les propuso a los demás formar una banda. Para esto incorporaron al bajista Kevin Chown (que colabora en otra de las bandas de Kollman, llamada "Cosmosquad").

### Primeras grabaciones en vivo y debut de la banda
Las primeras grabaciones en vivo fueron en la casa de Chad Smith en Malibú (California). Entre las canciones que hicieron se encuentran: "Need Strange", "Battle For Ventura Blvd", "Night Sweats", "Big Feet", "Lola", y "Roller Girl"; todas grabadas en tan solo dos días.
El primer recital oficial de la banda fue el 18 de enero de 2008, en el NAMM 2008 que se realizó en Anaheim, California. Allí la banda se dio a conocer a su público, presentando 5 de sus canciones.

### Grabaciones en estudio, primera gira y actualidad
Antes de grabar en un estudio, la banda decidió promocionarse con más recitales, por lo que entre marzo y abril de 2008 que emprendieron su primera gira. La misma incluyó 4 shows en el oeste de Estados Unidos en los clubes Emerald Theater, The Baked Potato y Club Bijou. También estuvieron en Japón, donde dieron conciertos en 9 clubs que no superaban las 400 personas, según contó Smith, y recorrieron las ciudades de Osaka, Tokio, Sendai, Nagoya, Okayama y Fukuoka.
Ya de regreso a Estados Unidos, se juntaron en un estudio para grabar 11 canciones y varias versiones, reunidos en su disco debut, Meet The Meatbats, el cual salió a la venta el 15 de septiembre de 2009.
El primer álbum en vivo de la banda, Live Meat and Potatoes, fue lanzado el 21 de mayo de 2012.

## Discografía
- Meet The Meatbats (2009)
- More Meat (2010)
- Live Meat and Potatoes (2012)

## Miembros
- Chad Smith, batería
- Jeff Kollman, guitarra
- Kevin Chown, bajo
- Ed Roth, teclados